# Silviano Brandão
Silviano Brandão (Silvianópolis, 1848. március 7. – Belo Horizonte, 1902. szeptember 25.) brazil politikus. Megválasztották Brazília alelnökévé, de még mielőtt betölthette volna a hivatalt, életét vesztette.